# Heartless (chanson de Kanye West)
Pour les articles homonymes, voir Heartless.
Singles de Kanye West
Love Lockdown
(2008) Amazing
(2009)
Pistes de 808s and Heartbreak
Welcome to Heartbreak
(2) Amazing
(4)
Heartless est une chanson du rappeur américain Kanye West. Sortie le 5 novembre 2008, elle sert de second single au quatrième album studio de Kanye West, 808s and Heartbreak. La chanson est produite par West lui-même et co-produit par son mentor No I.D..  Les labels distribuant cette chanson sont les mêmes qui produisent le quatrième album du rappeur, à savoir Def Jam et Roc-A-Fella Records, maison de disque de son ami et collaborateur Jay-Z. West évoque dans cette chanson très personnelle ses sentiments envers son ex-fiancée Alexis Phifer, quelques mois après leur rupture.
Le titre débute à la quatrième place du Billboard Hot 100 américain avant de se classer à la seconde place. En 2009, la chanson a été téléchargée à plus de 5,5 millions de reprises dans le monde, en faisant un des singles les plus vendus dans le monde. Heartless a été reprise par de nombreux artistes dont le groupe de rock de Denver, The Fray ou encore le vainqueur de la huitième saison d' American Idol, Kris Allen.
La parution de Heartless s'accompagne d'un clip vidéo réalisé en fin d'année 2008 par Hype Williams. Il s'agit d'un court métrage d'animation utilisant la rotoscopie. La vidéo rend hommage au film American Pop de Ralph Bakshi sorti en 1981.

## Genèse
Sur son quatrième album studio 808s and Heartbreak, sur la chanson Heartless y compris, Kanye West utilise le logiciel correcteur de tonalité Auto-Tune. West avait déjà expérimenté cette technique sur son premier effort, The College Dropout, pour les cœurs des titres Jesus Walks et Never Let Me Down. Le système correcteur de tonalité crée un son unique permettant à West d'exprimer ses regrets et ses sentiments par rapport à sa rupture avec Alexis Phifer, alors qu'il était toujours en deuil à la suite du décès de sa mère. La chanson a été interprétée pour la première fois à Denver au Colorado. Le titre a également été joué lors d'un concert de T.I. au Key Club de Los Angeles. Kanye fut invité à ce concert et confirma que Heartless allait bien être son prochain single. Le 12 octobre 2008, un extrait d'une version non achevée du clip vidéo de Heartless a fuité sur le net. Cela a contraint Kanye a publié l'intégralité de la vidéo sur son site officiel le 15 octobre. La chanson est mise en vente sur iTunes le 5 novembre 2008. La version définitive est publiée sur internet le 8 novembre.

## Contenu des paroles
Dans le refrain, West demande à son ex-compagne comment peut-elle être aussi cruelle. Il dit avoir perdu son âme aux dépens d'une femme qui ne l'aimait pas et qui l'ignorait. West accuse Phifer de ne pas avoir de sentiments et d'être sans compassion envers lui. Au début du premier couplet, West compare la froideur de son ex au vent en hiver. Il lui rappelle qu'elle l'a un jour aimé et qu'ils ont surmonté de nombreuses épreuves ensemble et qu'elle devrait par conséquent surveiller sa manière de lui parler. West affirme qu'il sait qu'elle l'a trompée, et que lui aussi probablement mais que tout le monde fait des erreurs. Le rappeur est triste car Phifer l'ignore totalement désormais: «tu te promènes comme si tu ne me connaissais pas». Elle essaye en effet de se venger de tout le mal que West lui a fait. Il dit se sentir seul car lui n'a plus que des amis tandis qu'elle a un nouveau copain.
Dans le deuxième couplet, il compare son ex à Dr. Evil, le méchant de la saga Austin Powers. Le personnage a été créé par Mike Myers, acteur canadien débattant avec le rappeur lors du téléthon au moment où ce dernier a déclaré en direct: «George W. Bush s'en fout de la population noire», une phrase restée célèbre. West dit ensuite qu'elle le rend fou et qu'elle révèle des facettes négatives de lui qu'il ne connaissais pas. Il prend alors la décision de ne plus lui parler mais c'est plus fort que lui et il s’interroge pourquoi il est encore en train de lui parler à trois heures du matin. Il ne comprend pas pourquoi elle est encore contre lui et indique que leur relation vacille entre affection et haine. Cela dit il pense que cela ne vaut pas la peine qu'il change son attitude pour elle sachant pertinemment qu'elle ne reviendra pas vers lui. West dit que Phifer va courir aller  dire à ses amis qu'ils ne sont plus ensemble pour pouvoir parler dans son dos. Le rappeur la nargue alors en disant qu'elle s'en mordra les doigts dans quelque temps car elle ne trouvera jamais un homme mieux que lui. Dans le pont qui suit le deuxième couplet, il lui indique de tout laisser tomber, qu'il va refaire sa vie ailleurs et l'oublier.

## Clip vidéo
Le clip vidéo de Heartless a été réalisé par Hype Williams. Celui-ci est un collaborateur fréquent du rappeur, ayant déjà réalisé les clips vidéo de Diamonds from Sierra Leone, Gold Digger, Drive Slow, Can't Tell Me Nothing, Stronger et Homecoming. Cette vidéo animée rend hommage à la comédie musicale American Pop réalisée par Ralph Bakshi en 1981. Hype Williams a utilisé la technique de la rotoscopie. Les acteurs étaient donc filmés, puis le studio d'effets spéciaux OpticFlavor a redessiné tous leurs mouvements. Plusieurs scènes du film ainsi que les décords d' American Pop sont repris. Le clip vidéo montre Kanye West errant seul dans une ville la nuit. On voit également différentes scènes où apparaissent des femmes.  La vidéo se déroule également dans le salon de l'appartement du rappeur où l'on voit le portait des Jetsons. Il s'agit du premier film d'animation de Hype Williams.

## Liste des pistes
| 1. | Heartless | 3:31 |

| 1. | Heartless                | 3:31 |
| 2. | Heartless (Instrumental) | 3:30 |

## Crédits et personnels
- Voix – Kanye West
- Producteur – Kanye West, No I.D.
- Paroles – Kanye West, Kid Cudi, No I.D., Pharrell Williams, Malik Jones
- Mixage vocal – Manny Maroquin
- Enregistrement – Andrew Dawson, Anthony Kilhoffer
- Piano – Jeff Bhasker
- Label : roc-A-Fella, Def Jam

Crédits issus du CD Heartless.

## Accueil commercial
Aux États-Unis, dans la semaine du 13 novembre, Heartless réalise un «Hot Shot Debut» en entrant directement à la 4e place du Billboard Hot 100. En première semaine de vente, le single se vend à 210 000 exemplaires, le second meilleur démarrage de la carrière du rappeur. Le single s'est ensuite maintenu aux alentours de la dixième place pendant deux mois avant d'atteindre dans un premier temps la troisième place à la mi-janvier, puis la seconde place à la mi-février. Au début du mois de mars, il a également atteint la 4e place des chansons de pop aux États-Unis. C'est le deuxième single consécutif de Kanye West à atteindre le top cinq du "Hot 100" et le second single consécutif à entrer directement dans ce top cinq. 808s and Heartbreak devient donc le premier album de Kanye West a classé deux de ses singles, Heartless et Love Lockdown dans le top 5 du "Hot 100". Le single a atteint la quatrième place du Hot R&B/Hip-Hop Songs. Heartless débuta à la 11e place du Hot Rap Songs et a atteint la première place à la fin janvier 2009. En septembre 2012, Heartless est certifié quadruple disque de platine aux États-Unis en franchissant la barre des 4 millions de ventes. C'est le deuxième single de Kanye West à franchir cette barre après Stronger.
Au Canada, le single entre à la 8e place du "Canadian Hot 100", réalisant également un «Hot Shot Debut» grâce à d'importantes ventes en téléchargement digital. Le single débute à la 63e place en Australie et a atteint la 6e position en Nouvelle-Zélande. Au Royaume-Uni, le titre entre à la quarante-cinquième place et parvient à décrocher un top dix, tout comme en Irlande. Dans les pays francophones, Heartless a pris la 40e place en Belgique et la 46e en Suisse.

## Classements et dates de sortie
| Classement (2008 - 2009)               | Meilleure position |
| -------------------------------------- | ------------------ |
| Allemagne (Media Control AG)           | 37                 |
| Australie (ARIA)                       | 40                 |
| Autriche (Ö3 Austria Top 40)           | 57                 |
| Belgique (Flandre Ultratop 50 Singles) | 40                 |
| Canada (Hot 100)                       | 8                  |
| Danemark (Tracklisten)                 | 18                 |
| Irlande (IRMA)                         | 10                 |
| Nouvelle-Zélande (RMNZ)                | 6                  |
| Pays-Bas (Nederlandse Top 40)          | 20                 |
| Royaume-Uni (UK Singles Chart)         | 10                 |
| Suède (Sverigetopplistan)              | 17                 |
| Suisse (Schweizer Hitparade)           | 46                 |
| États-Unis (Hot 100)                   | 2                  |
| États-Unis (Rap Songs)                 | 1                  |
| États-Unis (Pop Airplay)               | 4                  |

| Classement (2009)    | Position |
| -------------------- | -------- |
| Royaume-Uni          | 122      |
| États-Unis (Hot 100) | 9        |

| Région      | Date            | Format                                             |
| ----------- | --------------- | -------------------------------------------------- |
| États-Unis  | 5 novembre 2008 | Diffusion radio, téléchargement digital, CD Single |
| Royaume-Uni | 12 janvier 2009 | Diffusion radio, téléchargement digital, CD single |

## Reprises
Christine and the Queens dans sa chanson Paradis Perdus (reprise de les Paradis perdus de Christophe (chanteur) reprend le refrain de Heartless